# علی ابوالحسنی
علی ابوالحسنی، معروف به مُنذِر (۲۲ آذر ۱۳۳۴ – ۳ اسفند ۱۳۹۰) روحانی تاریخ‌نگار معاصر ایران بود. مجموعه هفت جلدی «مشروطیت و شیخ فضل‌الله نوری»، از جمله کتاب‌های اوست. دو کتاب «پایداری تا پای دار» و «تحلیلی از نقش سه‌گانه شیخ شهید نوری در نهضت تحریم تنباکو» نیز از دیگر آثار وی دربارهٔ شیخ فضل‌الله نوری می‌باشد.
در کتاب‌های نوشته شده توسط محققین تاریخ اسلام و ایران به کتاب‌های وی برای بیان دیدگاه‌ها و سیاست‌های حاکم بر ایران بعد از انقلاب ۵۷ و همچنین حوزه علمیه قم ارجاع شده‌است.
دیدگاه وی را در مورد مرتضی مطهری به عنوان دیدگاه حکومتی ایران می‌دانند.

## زندگی‌نامه
علی ابوالحسنی فرزند شیخ محمد در ۲۲ آذر ماه سال ۱۳۳۴ شمسی در غرب تهران متولد شد وی خرداد سال ۵۴ دیپلم فنی گرفت و همان سال در رشته مهندسی صنایع دانشگاه علم و صنعت ایران ثبت نام کرد. دوران دانشجویی وی بیش از ۳ ماه طول نکشید و با تشویق پدر، از دانشگاه انصراف داد و به حوزه علمیه قم رفت بعد از انقلاب به دلیل علاقه‌مندی به تاریخ معاصر ایران و به‌خصوص دوره مشروطه به پژوهش و تحقیق در این زمینه پرداخت و مدتی هم با مؤسسه مطالعات تاریخ معاصر ایران همکاری‌های مستمری داشت.
در سال‌های ابتدایی پس از انقلاب او برای اولین بار یادداشت‌های مرتضی مطهری علیه علی شریعتی را در کتاب «شهید مطهری افشاگر توطئه؛ تأویل «ظاهرِ» دیانت به «باطنِ» الحاد و مادیّت» منتشر کرد.
به اعتقاد رسول جعفریان، «ابوالحسنی شیفتهٔ شیخ فضل‌الله نوری بود و هیچ نویسنده‌ای به اندازهٔ وی دربارهٔ شیخ فضل‌الله ننوشته‌است.» او در کتاب «بوسه بر خاک پی حیدر» سعی کرد درستی اشعار فردوسی دربارهٔ شیعه بودنش را اثبات کند. به اعتقاد جعفریان، ابوالحسنی در برخی موضوعات چون شیخ فضل‌الله پژوهشهایی «نو و منحصربه‌فرد» انجام داد و سلیقهٔ خاصی داشت که شاید دیگران نپسندند ولی قابل چشم پوشی نیست چون در آثار فکری او اثرگذار بوده‌است.

### استادان
- مدرس افغانی و موسوی گرگانی (ادبیات)[۹]
- جعفر سبحانی تبریزی (علم رجال)[۹]
- میرزا جواد تبریزی (فقه)[۹]
- حسین وحید خراسانی(اصول فقه)[۹]
- حسین مظاهری و شیخ جواد کربلایی (اخلاق)[۹]
- محمدتقی مصباح یزدی (معارف اسلامی)[۹]
- سید محمد کاظم قزوینی (معارف اسلامی و ولایت)[۹]
- سید مرتضی عسکری (تاریخ اسلام)[۹]
- حسین لنکرانی (تاریخ و سیاست)[۹]
- سید احمد فردید و رضا داوری اردکانی (غرب‌شناسی)[۹]

### سوابق
- عضو هیئت علمی انتشارات اسوه
- استاد مؤسسه آموزشی و پژوهشی امام خمینی
- رئیس شورای علمی گروه تاریخ و تمدن پژوهشگاه فرهنگ و اندیشه اسلامی
- عضو هیئت تحریریه ماهنامه زمانه
- عضو هیئت تحریریه فصل‌نامه تاریخ معاصر ایران

## رابطهٔ ابوالحسنی با دیگران
حسین لنکرانی
ابوالحسنی از مریدان شیخ حسین لنکرانی و سال‌ها ملازم او بود و بشدت تحت تأثیر وی قرار گرفت. وی به شیخ فضل‌الله علاقه زیادی داشت که منجر به شیفتگی ابوالحسنی به شیخ و تألیف چند کتاب هم شد. نظر وی در خصوص دکتر مصدق مثبت و در خصوص دکتر شریعتی به شدت تند و معارضانه بود و این منجر شد مریدان او هم چنین نظراتی داشته باشند.
مرتضی مطهری
مرتضی مطهری در طول حیاتش هرگز مستقیماً مطلبی علیه شریعتی ننوشت. پس از مرگ او، منذر با مطالعه مکتوبات او بسیاری از یادداشتهای او از جمله حاشیه‌نویسی او بر چندین کتاب شریعتی را منتشر کرد. او با انتشار کتابی به نام «شهید مطهری افشاگر توطئه؛ تأویل «ظاهرِ» دیانت به «باطنِ» الحاد و مادیّت» برای اولین بار یادداشت‌های مرتضی مطهری علیه علی شریعتی را منتشر کرد. این کتاب جدل‌برانگیز که در سال ۱۳۶۲ منتشر شد از اولین کتاب‌های ضد شریعتی چاپ شده بود که در نسخه‌هایی در قم چاپ و توزیع شد و تفاوتهای آن دو را روشن و برجسته کرد. حسن یوسفی اشکوری در ۱۳۶۴ پاسخی انتقادی بر آن نوشت. محمدرضا فاکر بانی چاپ کتاب ابوالحسنی بود.

## ارجاع به نوشته‌های وی
در کتاب‌های نوشته شده توسط محققین تاریخ اسلام و ایران به کتاب‌های وی برای بیان دیدگاه‌ها و سیاست‌های حاکم بر ایران بعد از انقلاب ۵۷ و همچنین حوزه علمیه قم ارجاع شده‌است.
- رامین جهانبگلو در کتاب Iran: Between Tradition and Modernity چاپ لکسینتون بوکس (ایالات متحده آمریکا) در بخش کسروی و کشف‌الاسرار به کتاب شهید مطهری افشاگر توطئه به عنوان دیدگاه تندرو شیعه ارجاع داده‌است.[۱۷]
- مهرداد امانت در کتاب Jewish Identities in Iran: Resistance and Conversion to Islam and the Baha'i faith به کتاب شیخ ابراهیم زنجانی برای مطالعهٔ دیدگاه‌های دیگر در نقد شیخ ابراهیم زنجانی، ارجاع می‌دهد.[۱۸]
- نیکولاس مارکورو و سهراب بهداد و فرهاد نومانی در کتاب Islam and public policy دیدگاه وی را در مورد شهید مطهری به عنوان دیدگاه حکومتی ایران معرفی می‌کند.[۱۹] سهراب بهداد و فرهاد نومانی در کتاب‌های Islam and the Everyday World: Public policy dilemmas و Class And Labor in Iran: Did the Revolution Matter? هم نظر با نیکولاس مارکورو دیدگاه وی را در مورد شهید مطهری به عنوان دیدگاه حکومتی ایران معرفی می‌کند.[۴][۵] سهراب بهداد و سعید رهنما در کتاب Iran After the Revolution: Crisis of an Islamic State نظرات مطهری در مورد شریعتی را بر پایه کتاب شهید مطهری افشاگر توطئه به نمایندگی از دیدگاه حوزه علمیه قم نقد می‌کند[۳] سهراب بهداد در کتاب A Disputed Utopia: Islamic Economics in Revolutionary Iran برای بیان نمونه دیدگاه اسلام‌گرایان سنتی نسبت به اسلام‌گرایان نوگرا به کتاب شهید مطهری افشاگر توطئه ارجاع می‌دهد.[۲۰][۲۱]

## نقد آثار
- محمدعلی جاودان در مورد علی ابوالحسنی می‌گوید: «دغدغه مرحوم منذر مشروطه مشروعه و شیخ فضل‌الله نوری بود که این را از حسین لنکرانی آموخته بود.»[۲۲]
- محمد ملکزاده در نقدی در ماهنامه معرفت شماره ۱۱۴، ویژه نامه تاریخ می‌گوید: «جدا از تمام محسّنات آن، تقریباً داری رویکردی یکسویه است؛ زیرا به جای بررسی جریان مشروطه از ابعاد و زوایی مختلف و رویکردهای متنوع آن، به گونه‌ای مستقیم یا با واسطه به معرفی و دفاع از شخصیت شهید شیخ فضل‌اللّه نوری و تحلیل جریان مشروطه از منظر وی پرداخته‌است.

بررسی محتوی این تألیفات نیز نشان داد ایشان جریان مشروطه را از ابتدا در دو طیف غربگرا و اسلامگرا قرار داده، سپس اسلامگرایان را نیز به دو گروه «مشروعه‌خواهان» و «مشروطه‌خواهان دین‌باور» تقسیم می‌نماید. به جرئت می‌توان گفت: بخش اعظمی از تألیفات دوران مشروطه مؤلف به بررسی دیدگاه‌ها و عملکردهای رهبران جریان اسلامگرایان مشروعه‌خواه به رهبری شیخ فضل‌اللّه و برخی دیگر از رجال مشروعه‌خواه نظیر ملّاقربانعلی زنجانی و دیگران و نیز جریان غرب‌گرا با رهبری کسانی همچون شیخ ابراهیم زنجانی، سیدحسن تقی‌زاده و همفکران ایشان اختصاص می‌یابد؛ ولی در این مجموعه نشان چندانی از دیدگاه و عملکرد شاخه دوم جریان اسلامگرا، یعنی مشروطه‌خواهان دین‌باور، آنگونه که در دو شاخه دیگر وجود دارد نمی‌یابیم.
همچنین بی‌گمان عالمان فرهیخته‌ای که قدم در راه این نهضت نهادند، از جمله شیخ فضل‌اللّه نوری، به عنوان یکی از پیشگامان برپایی این نهضت در ایران، و همچنین خیل کثیر مردمان مسلمان و دینباوری که به تبعیت از عالمان دینی خود عَلَم مشروطه‌خواهی را برافراشتند هرگز خواستار تحقق مشروطه غربی با تمام جوانب و اوصاف آن در ایران نبودند. ایشان مشروطه‌ای می‌خواستند که ضمن تحدید قدرت استبدادی شاه و سلطنت، آزادی را آنگونه که در شرع مقدّس اسلام به رسمیت شناخته شده بری مردمان فراهم سازد. پس نمی‌توان مشروطه را به‌طور مطلق «خروج از دنیای اعتقادی و خدامحور» و «ورود به جهانی انسان محور و غیر الهی» توصیف کرد، که اگر چنین بود هرگز در میان مردمان دینباور و خدامحور، مشروطه‌خواهی یافت نمی‌شد.»
- مسعود امامی در نقدی در فصلنامهٔ «فقه اهل بیت علیهم السلام» گرچه ابوالحسنی را از پژوهشگران پرتلاش در زمینهٔ تاریخ مشروطه می‌داند، علاقهٔ او را به شیخ‌فضل‌الله نوری آشکار می‌بیند و از روش تحقیق او انتقاد می‌کند:[۲۴]

در سرتاسر این هفت جلد کتاب، شیخ پیوسته مورد مدح و تمجید آقای ابوالحسنی قرار گرفته و ایشان با اصرار از همهٔ مواضع سیاسی و اجتماعی او دفاع کرده‌است و تا آنجا که به خاطر دارم حتی یک مورد هم پیدا نمی‌شود که ایشان انتقادی هرچند جزئی به شیخ کرده باشد.
- رضا داوری اردکانی:درک تاریخی و درک سیاسی دو امر متفاوت است؛ مرحوم ابوالحسنی به درک و فهمی که شیخ فضل‌الله به تاریخ توجه داشت رسیده بود و از آن زاویه به تاریخ نگاه می‌کرد. منذر نگاه پدیدارشناسانه به تاریخ داشت.[۲۵]

## درگذشت
ابوالحسنی در شامگاه چهارشنبه سوم اسفند ۱۳۹۰ در سن ۵۶ سالگی به دلیل نارسایی قلبی درگذشت و در مقبره‌العلمای قبرستان باغ بهشت قم دفن شد.
پس از مرگ وی جعفر سبحانی، نوری همدانی، صافی گلپایگانی پیام‌های تسلیت جداگانه‌ای فرستادند.
مراسم نکوداشت
در ۹ اسفند ۱۳۹۰ در مراسم نکوداشت وی علی اکبر ولایتی، غلامعلی حدادعادل، علی‌اکبر رشاد، رضا داوری اردکانی شرکت کردند.
حداد عادل در این مراسم با اشاره به کتاب «بوسه بر خاک پی حیدر» نوشته شده توسط وی گفت: «با انتشار آثار مرحوم منذر، در طول ۳ دهه بعد از انقلاب به تدریج با چهره جدیدی در عالم روحانیت آشنا شدیم که از جمله مهم‌ترین و بارزترین ویژگی‌های وی، پرکاری او بود، به‌گونه‌ای که دست‌کم سالی یک کتاب از او به اهل تحقیق عرضه می‌شد.»

## آثار و کتاب‌ها
- مجموعه پنج جلدی «مشروطیت و شیخ فضل‌الله نوری». عناوین اصلی این کتاب‌ها عبارتند از: «آخرین آواز قو!»، «اندیشه سبز، زندگی سرخ»، «دیده‌بان، بیدار!»، «کارنامه شیخ فضل‌الله نوری» و «خانه، بر دامنه آتشفشان».
- هجرت: ضرورت جاویدان تکامل انتشارات کوثر
- بررسی قرآنی و روایی توکّل انتشارات کوثر[۲]
- سکوت: زمینه‌ساز بازکاوی و بازسازی تکامل انتشارات کوثر
- سکوت: گذرگاه تجهیز انتشارات کوثر
- حکمت: مهاری بر سرکشی نفس انتشارات کوثر[۲]
- طرح کلی اصول عقاید انتشارات کوثر
- نگاهی به اصل ولایت فقیه (به ضمیمه: خطوطی از فرهنگ ولایت فقیه) انتشارات سپاه پاسداران انقلاب اسلامی
- تحلیلی سیاسی - اجتماعی از فلسفه و ضرورت ولایت فقیه و دموکراسی ارشاد شده انتشارات سپاه پاسداران انقلاب اسلامی
- تبیینی از فلسفه سیاسی - اجتماعی - اخلاقی - فرهنگی فرقانیسم انتشارات کوثر
- میعاد با استاد مطهری شهید راه تطهیر سیمای فرهنگ اسلامی از زنگار غرب زدگی و شرق زدگی انتشارات کوثر[۲]
- تحلیلی از نقش سه‌گانه شهید شیخ فضل‌الله نوری در نهضت تحریم تنباکو انتشارات پیام آزادی
- نگاهی به ابعاد گوناگون جنگ صلیبی غرب با اسلام انتشارات پیام آزادی
- شهید مطهری افشاگر توطئه؛ تأویل «ظاهرِ» دیانت به «باطنِ» الحاد و مادیّت انتشارات دفتر انتشارات اسلامی
- جهاد دفاعی و جنگ صلیبی ایران و روس تزاری انتشارات دارالحسین
- نگاهی بر زندگانی پربار بزرگمرد دین و سیاست: حضرت آیت‌الله حاج شیخ حسین لنکرانی انتشارات بی‌نا بی‌تا
- پایداری تا پای دار؛ سیری در زندگینامه علمی - معنوی - اجتماعی و سیاسی شهید شیخ فضل‌الله نوری انتشارات مؤسسه تحقیقاتی و انتشاراتی نور
- آینه‌دار طلعت یار؛ سیری در زندگانی و افکار ادیب پیشاوری انتشارات چاپ و نشر بنیاد
- تراز سیاست؛ جلوه‌هایی از سیاست و مدیریت شیخ انصاری انتشارات کنگره بزرگداشت شیخ انصاری
- سلطنت علم و دولت فقر؛ سیری در زندگانی و افکار و مجاهدات حجت‌الاسلام ملأ قربان‌علی زنجانی انتشارات دفتر انتشارات اسلامی
- سیاه پوشی در سوگ ائمه نور (ع)، ریشه‌های تاریخی و مبانی فقهی/ مؤلف[۳۲]
- آیت‌الله العظمی سید محمدکاظم طباطبایی یزدی پرچمدار عرصه جهاد و اجتهاد
- ماهاتما گاندی: همدلی با اسلام و همراهی با مسلمین انتشارات عبرت[۳۳]
- بوسه بر خاک پی حیدر انتشارات عبرت
- دیده‌بان بیدار انتشارات عبرت
- اندیشه سبز و زندگی سرخ انتشارات عبرت
- آخرین آواز قو انتشارات عبرت
- خانه بر دامنه آتشفشان انتشارات عبرت
- شیخ ابراهیم زنجانی انتشارات مؤسسه مطالعات تاریخ معاصر ایران

### مقالات
- حسینعلی بها؛ دوستان و دشمنان سیاسی[۳۴]
- مروری بر اندیشه و سیره سیاسی آیت‌الله صاحب عروه[۳۵]
- زمانه و کارنامه محمد مسعود(۲)[۳۶]
- مناسبات سیاسی علمای شیعه با سلاطین و دیدگاه‌های امام خمینی[۳۷]

## جوایز
- کتاب‌های «شیخ ابراهیم زنجانی»، «شیخ فضل‌الله نوری و مکتب تاریخ‌نگاری مشروطه» برندهٔ کتاب سال حوزه شدند.[۳۸]